# Апрель 2010 года

Список событий апреля 2010 года.

## События
- 1 апреля
  - Капитанами-регентами Сан-Марино на предстоящие полгода избраны христианский демократ Марко Конти и лидер Союза умеренных Глауко Сансовини[1].
  - В Индии началась перепись населения[2].
  - Попытка переворота в Гвинее-Бисау. Арестован премьер-министр Карлуш Гомеш Жуниор и смещён главнокомандующий вооружёнными силами[3].
  - Официально начало работу Британское космическое агентство[4].
- 2 апреля
  - С космодрома Байконур осуществлён пуск ракеты-носителя «Союз-ФГ» с космическим кораблём «Союз ТМА-18» на борту[5].
  - Федеральный суд США оштрафовал германский автоконцерн Daimler на 185 млн долл. за подкуп чиновников[6].
- 3 апреля
  - Боевики, одетые в форму солдат иракской армии, расстреляли 25 человек в деревне Аль Сайфи, расположенной южнее Багдада[7].
  - В ЮАР убит лидер ультраправого Африканерского движения сопротивления Эжен Тербланш[8].
- 4 апреля
  - Серия взрывов произошла в Багдаде. Число жертв достигло 30, ещё 160 человек получили ранения[9].
  - Президент Сенегала Абдулай Вад объявил, что его страна возвращает себе военные базы, находящиеся под контролем Франции[10].
  - Землетрясение магнитудой 7,2 зафиксировано в мексиканском штате Нижняя Калифорния[11].
- 5 апреля
  - Теракт в Ингушетии. Две бомбы взорвались у здания Карабулакского райотдела милиции, погибли по меньшей мере два милиционера, ещё четверо ранены[12].
  - Из Космического центра имени Кеннеди осуществлён пуск шаттла «Дискавери» по программе STS-131[13].
  - Более 40 человек погибли в Пакистане в результате двух терактов[14].
  - В Таиланде участники антиправительственных демонстраций ворвались в здание государственной избирательной комиссии[15].
  - В угольной шахте недалеко от города Чарлстона (Западная Виргиния) произошёл взрыв, в результате которого погибло не менее 25 человек, произошедшее было названо самой масштабной аварией на американских шахтах за четверть века[16].
- 6 апреля
  - Администрация президента США Барака Обамы представила новую ядерную стратегию, в соответствии с которой роль ядерного оружия в обеспечении национальной безопасности США будет существенно снижена[17].
  - 34 человека погибли и более 100 ранены в результате серии терактов в Багдаде[18].
  - В результате нападения левых мятежников-маоистов в индийском штате Чхаттисгарх погибли 65 военнослужащих[19].
  - В бразильском штате Рио-де-Жанейро ливни унесли жизни 82 человек, ещё 89 получили ранения[20].
- 7 апреля
  - Переворот в Кыргызстане[21][22][23]:
    - В результате столкновений между правоохранительными органами и митингующими пострадали 142 человек, 17 погибших.
    - Оппозиционерами был захвачен городской телецентр.
    - Власти Кыргызстана договорились сесть за стол переговоров с лидерами оппозиции.
    - Правительство Кыргызстана ушло в отставку[24].
    - Оппозиция сформировала новое правительство, которое возглавила бывший министр иностранных дел Роза Отунбаева[25][26].

  - Российские физики из Объединённого института ядерных исследований в Дубне синтезировали новый химический элемент с атомным номером 117[27].
  - Апелляционный суд США по округу Колумбия вынес решение, позволяющее американским интернет-провайдерам самостоятельно ограничивать и фильтровать сетевой трафик, что является отходом от принципов «сетевого нейтралитета»[28].
  - Премьер-министр Таиланда Апхисит Ветчачива объявил чрезвычайное положение в Бангкоке и ряде провинций[29].
- 8 апреля
  - В Праге президентами России и США подписан договор СНВ-3.[30]
  - В Шри-Ланке прошли парламентские выборы. Объединённый народный альянс свободы (ОНАС), возглавляемый президентом страны Махиндой Раджапаксой, завоевал более 62 % мест в парламенте[31].
- 9 апреля
  - Национальная ассамблея Пакистана лишила президента Асифа Али Зардари права отправлять в отставку правительство, назначать командующих видов вооружённых сил и судей Верховного суда. Эти полномочия переданы премьер-министру[32].
  - Австралийское правительство приняло решение, согласно которому Австралия больше не будет принимать беженцев из Афганистана и Шри-Ланки[33].
- 10 апреля
  - Под Смоленском при заходе на посадку разбился самолёт ТУ-154. Среди погибших — президент Польши Лех Качиньский с супругой[34].
  - Не менее 21 человек погибло после попытки таиландских силовиков выдворить протестующих[англ.] оппозиционеров с проспекта Ратчадамнен и площади Ратчапрасонг в Бангкоке[35].
  - Вновь выставлена на обозрение паломников Туринская плащаница[36].
- 11 апреля
  - В Венгрии прошёл первый тур парламентских выборов. Правоцентристская партия Фидес набрала рекордные 52,77 % голосов[37].
  - В Судане начались трёхдневные парламентские выборы, первые за 24 года[38].
- 12 апреля
  - Стартовал саммит по ядерной безопасности, в котором 47 стран-участниц должны обсудить вопросы обеспечения сохранности ядерных материалов и недопущения попадания этих материалов в руки террористов[39].
  - В Дели на рынке металлолома пятеро человек получили серьёзные ожоги и были госпитализированы после контакта с радиоактивным материалом, определённым как кобальт-60[40].
  - Вручение Пулитцеровской премии в области журналистики: The Washington Post победила в наибольшем числе номинаций, впервые получило награду интернет-издание (ProPublica)[41].
- 13 апреля
  - Совет высших улемов Саудовской Аравии отверг террористические действия и объявил финансирование терроризма запретным с точки зрения религиозной практики[42].
  - При заходе на посадку в Монтеррее потерпел катастрофу самолёт Airbus A300 компании AeroUnion, погибли 6 человек.
  - Инцидент с A330 в Гонконге: после отказа обоих двигателей самолёт компании Cathay Pacific совершил жёсткую посадку, 56 человек получили ранения.
- 14 апреля
  - Землетрясение в городе Юшу в Китае магнитудой 6,9 по шкале Рихтера, погибло свыше 2000 человек[43].
  - Жертвами мощного циклона в восточной Индии стали около 80 человек[44].
  - Нил Армстронг и ряд других астронавтов выступили с резкой критикой планов Обамы по ликвидации космической программы «Созвездие»[45].
  - Извержение вулкана в Исландии, в 120 километрах к востоку от Рейкьявика, привело к образованию большого облака пепла, из-за которого приостановлено авиасообщение в северной Швеции, Дании, Норвегии и в северных районах Великобритании[46].
- 15 апреля
  - В Железногорске остановлен последний в мире плутониевый реактор АДЭ-2[47].
  - Президент Кыргызстана Курманбек Бакиев прибыл на самолёте в казахстанский город Тараз. Ранее Курманбек Бакиев сообщал, что Казахстан предложил ему политическое убежище[48].
- 16 апреля
  - Парламентские выборы в Великобритании: теледебаты выиграл лидер либерал-демократов Ник Клегг[49].
  - В Бразилии состоялись второй саммит БРИК[50] и четвёртый саммит ИБСА[51].
  - Курманбек Бакиев написал заявление своей отставке с поста президента Кыргызстана[52].
  - Комиссия по ценным бумагам и биржам США обвинила один из крупнейших американских инвестиционных банков Goldman Sachs в обмане инвесторов[53].
- 17 апреля
  - В результате атаки террористов-смертников на северо-западе Пакистана погибли 27 мирных жителей, более 50 человек ранено[54].
  - В Тегеране началась конференция по ядерному разоружению[англ.][55].
- 18 апреля
  - На президентских выборах в самопровозглашённой Турецкой Республике Северного Кипра победил премьер-министр Дервиш Эроглу[56].
- 19 апреля
  - Конституционный суд Индонезии признал соответствующим конституции закон о запрете на богохульство[57].
  - В Пешаваре (Пакистан) террорист-смертник взорвал себя среди демонстрантов, в результате погибли 25 человек, более 40 ранены[58].
  - Бостонский марафон: в мужском забеге победил кениец Роберт Черуйот, побив предыдущий рекорд, в женском — эфиопка Тейба Эркессо, обогнав на три секунды россиянку Татьяну Пушкарёву[59].
- 20 апреля
  - Исполняющий обязанности президента Польши Бронислав Коморовский объявил о проведении президентских выборов в стране 20 июня[60].
  - Суд Аргентины вынес приговор по делу последнего военного диктатора страны Рейнальдо Биньоне. 82-летний Биньоне был признан виновным в преступлениях против человечности и приговорён к 25 годам тюремного заключения[61].
  - Служба безопасности Мадагаскара объявила о предотвращении попытки государственного переворота[62].
  - Представители Ирака и США объявили о гибели лидеров группировки «Аль-Каида» в Ираке Абу Умара аль-Багдади и Абу Айюба аль-Масри[63].
  - В Мексике создано собственное космическое агентство AEXA (Agencia Espacial Mexicana)[64].
  - Взрыв нефтяной платформы Deepwater Horizon — техногенная катастрофа регионального масштаба
- 21 апреля
  - Умер бывший президент Международного олимпийского комитета Хуан Антонио Самаранч[65].
  - Президенты России и Украины подписали Харьковские соглашения, продлевающие срок пребывания Черноморского флота РФ в Крыму на 25 лет[66].
  - В Минске свергнутый президент Кыргызстана Курманбек Бакиев выступил с публичным обращением, в котором заявил, что не признаёт свою отставку[67].
  - Приведён к присяге новый премьер-министр Шри-Ланки Дисанаяка Мудиянселаге Джаяратне[68].
- 22 апреля
  - Правительство Бельгии во главе с Ивом Летермом ушло в отставку из-за разногласий между фламандскими и валлонскими партиями по поводу раздела двуязычного избирательного округа — Брюсселя-Халле-Вилворде[69].
  - Президент Армении Серж Саргсян своим указом приостановил процедуру ратификации в парламенте страны армяно-турецких протоколов[70].
  - С мыса Канаверал выполнен пуск ракеты-носителя «Атлас-5» с испытательным орбитальным самолётом X-37B[71].
  - После взрыва и пожара затонула американская буровая установка в Мексиканском заливе, есть пострадавшие[72].
- 23 апреля
  - В результате серии терактов в шиитских кварталах Багдада погибли 67 человек, ещё более сотни получили ранения[73].
  - Дервиш Эроглу принёс присягу в качестве президента Турецкой Республики Северного Кипра[74].
- 24 апреля
  - В Науру прошли досрочные парламентские выборы. Все 18 членов парламента переизбраны на новый срок[75].
  - Жертвами торнадо в штате Миссисипи стали 10 человек[76].
- 25 апреля
  - На президентских выборах в Австрии действующий президент Хайнц Фишер набрал абсолютное большинство голосов и сохранил свой пост[77].
  - В Венгрии прошёл второй тур парламентских выборов. Оппозиционная право-консервативная партия Фидес — Венгерский гражданский союз завоевала большинство в две трети голосов[78].
  - Международный арбитражный суд в Гааге обязал Великобританию выплатить Ирану 650 млн долларов в качестве компенсации за несостоявшуюся сделку по продаже оружия[79].
- 26 апреля
  - Экс-диктатор Панамы Мануэль Норьега был экстрадирован из США во Францию[80].
  - Король Бельгии Альберт II принял отставку правительства страны во главе с премьер-министром Ивом Летермом[81].
  - Бывший глава МВД Кыргызстана Молдомуса Конгантиев был арестован в Москве в результате совместной спецоперации, которую провели сотрудники ФСБ России и киргизских спецслужб, и затем отправлен на родину[82].
  - Украинской милицией задержан криминальный авторитет Дед Хасан, который вскоре был отпущен на свободу[83].
- 27 апреля
  - Международное рейтинговое агентство Standard & Poor's понизило кредитный рейтинг Греции сразу на три ступени, что вызвало падение экономических индексов стран Европы[84].
  - В Псковском кремле в ночь на 28 апреля произошёл пожар, уничтоживший шатры двух башен[85].
  - Россия и Норвегия договорились о разграничении морских пространств в Баренцевом море и Северном Ледовитом океане[86].
  - Южнокорейская альпинистка О Ын Сон покорила гору Аннапурна и стала первой женщиной, покорившей 14 высочайших в мире вершин[87].
- 28 апреля
  - Росархив опубликовал на своём сайте ранее секретные документы по катынскому делу[88].
  - В США получено разрешение на строительство «Мыса Ветра», первой в стране ветряной электростанции в шельфовой зоне[89].
  - В столице Бутана Тхимпху открылся 16-й саммит Ассоциации регионального сотрудничества Южной Азии (СААРК)[90].
  - У берегов США началось контролируемое сжигание нефтяного пятна, оставшегося после взрыва нефтяной платформы[91].
- 29 апреля
  - Согласно докладу Freedom House об уровне свободы прессы в странах мира по итогам 2009 года самой свободной оказалась пресса Финляндии, Исландии и Норвегии, худшие результаты показали Белоруссия, Мьянма, Куба, Экваториальная Гвинея, Эритрея, Ливия, Иран, КНДР, Туркменистан и Узбекистан[92].
  - Бельгийский парламент принял закон, запрещающий ношение одежды или головного убора, которые полностью или частично скрывают лицо, тем самым Бельгия становится первой страной в Европе, запретившей ношение паранджи и никаба в общественных местах[93].
  - В США Управление контроля качества продуктов и лекарств разрешило к применению новое лекарство от рака простаты[94].
- 30 апреля
  - Больные и персонал больницы в центре Бангкока были эвакуированы, после того как в здание ворвались около 200 участников акций протеста[англ.][95].
  - США объявили о возобновлении непрямых мирных переговоров между Израилем и Палестиной и о своём участии в них в роли посредника[96].